# Гетероплазия
Гетероплазия (heteroplasia; гетеро- + греч. plasis формирование, образование) — врождённая аномалия развития в виде нарушения дифференцировки тканей, наличия в них незрелых клеточных элементов. Может быть основой для развития опухлевого роста. Противоположное гетероплазии — метаплазия.

## Описание
Под термином «гетероплазия» в медицинской сфере подразумевают нарушение дифференцировки отдельных типов тканей, развитие какой-либо ткани в нетипичном месте с заменой нормальной ткани. В отличие от метаплазии этот процесс не характеризуется вторичным изменением дифференцировки тканей вследствие хронического воспаления. Сам термин был введен немецким патологом Шридде, но является малоупотребительным.